# Biserica de lemn din Boroșești, Vâlcea

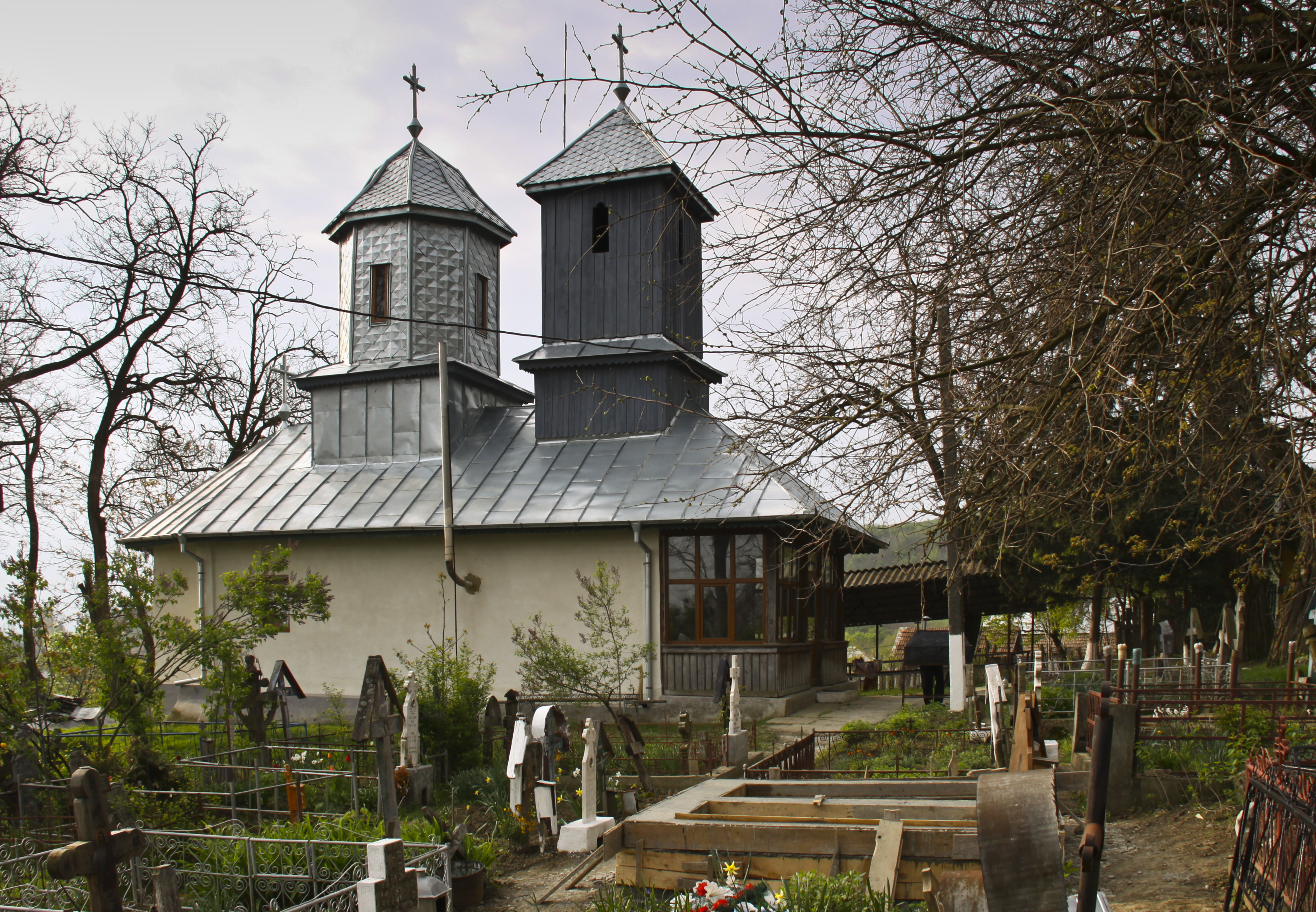
Biserica de lemn din Boroşeşti, vedere dinspre nord, foto: 2010

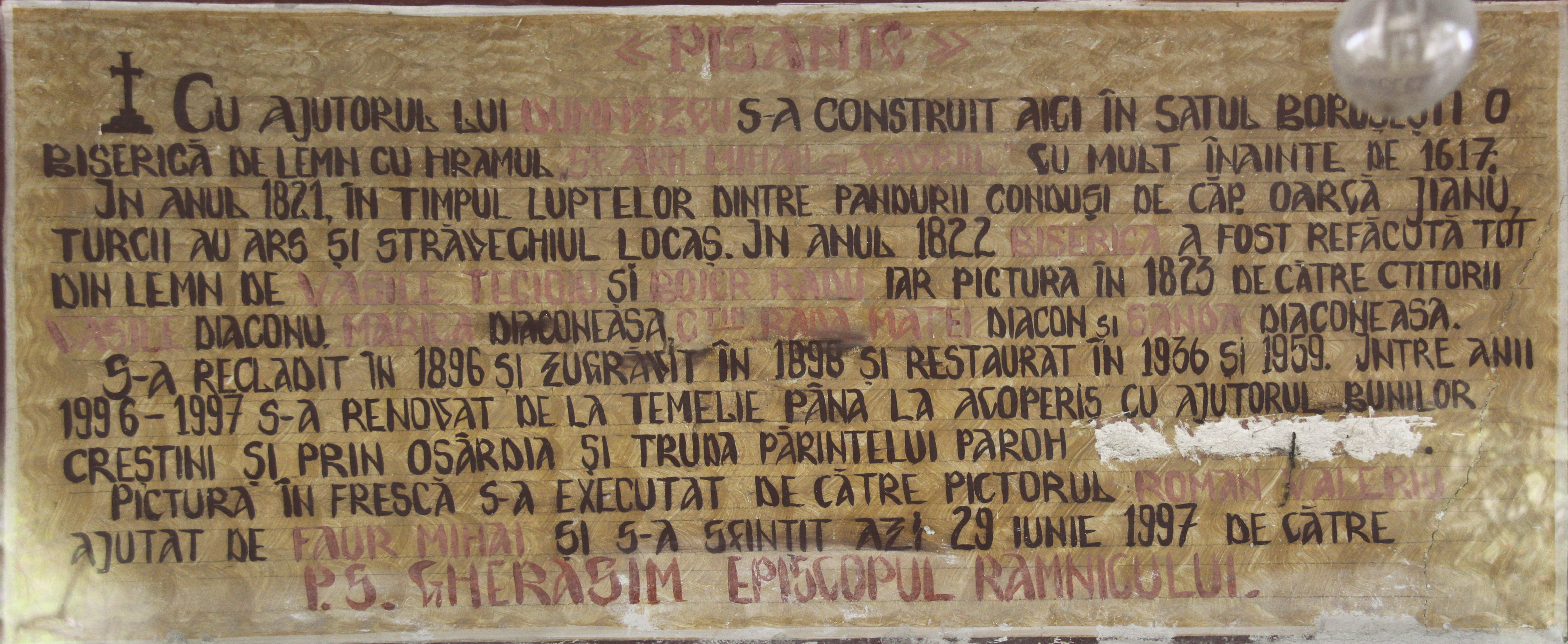
Pisania-cronică de la 1997, foto: 2010

Biserica de lemn din Boroșești se află în localitatea Boroșești, comuna Sutești, județul Vâlcea. Biserica, în forma sa actuală, a fost prefăcută în anul 1896 și poartă hramul „Sfinții Voievozi”. Se distinge prin cele două turle, una peste pronaos și a doua peste naos, trăsătură introdusă la bisericile de lemn din zonă spre sfârșitul secolului 19, după modelul celor de zid. Biserica este înscrisă pe noua listă a monumentelor istorice, LMI 2004:  VL-II-m-B-09679.

## Istoric
Istoria acestui lăcaș a fost schițată în pisania-cronică de peste intrare, în pridvor, și reține următoarele date și fapte: „Cu ajutorul lui Dumnezeu s-a construit aici, în satul Boroșești, o biserică de lemn cu hramul Sfinții arhangheli Mihail și Gavriil cu mult înainte de 1617. În anul 1821, în timpul luptelor dintre pandurii conduși de căp[itanul] Oarcă Jianu, turcii au ars și străvechiul locaș. În anul 1822 biserica a fost refăcută tot din lemn de Vasile Tegioiu și de Boier Radu iar pictura în 1823 de ctitorii Vasile Diaconu, Marica Diaconeasa, Constantin Rada, Matei Diacon și Sanda Diaconeasa. S-a reclădit în 1896 și zugrăvit în 1898 și restaurat în 1936 și 1959. Între anii 1996-1997, s-a renovat de la temelie până la acoperiș cu ajutorul bunilor creștini și prin osârdia părintelui paroh .... Pictura în frescă s-a executat de către pictorul Roman Valeriu, ajutat de Faur Mihai și s-a sfințit azi 29 iunie 1997, de către p.s. Gherasim, episcopul Râmnicului”. 
Biserica a fost așadar ridicată în anul 1822, fapt susținut de pisania veche, copiată cu multă vreme în urmă, și care avea următorul conținut: „Această sfântă și dumnezăiască biserică, ce să prăznuește hramul Sfinților Voivozi s-au făcut la l[ea]t 1822, de Vasile Tecioiu și Boieri Radu, ajutorând și ceilalți lăcuitori ...”.

## Trăsături
În forma prezentă, biserica a fost modelată la sfârșitul secolului 19, inspirată de modelul fixat la biserica de lemn din Măgureni în 1887, care imită bisericile de zid din zonă. Evenimentele din secolul 20 surprinse în pisanie au avut menirea de a întreține construcția în trăsăturile ei caracteristice, de la 1896. Se disting cele patru încăperi tradiționale, înșiruite de la vest la est: pridvorul, pronaosul, naosul și altarul. În planimetrie și dimensiuni la nivelul fundației, acestea păstrează mai degrabă datele inițiale, de la 1822. În elevație, construcția e dominată de cele două turle așezate în axul bisericii, peste pronaos și naos. Turla de peste naos este deschisă spre interiorul încăperii, aruncând o lumină îndirectă în centru și ridicând privirea spre medalionul pictat cu chipul lui Iisus în partea superioară. Pridvorul este închis, probabil de la ultima renovare. 

## Imagini exterioare

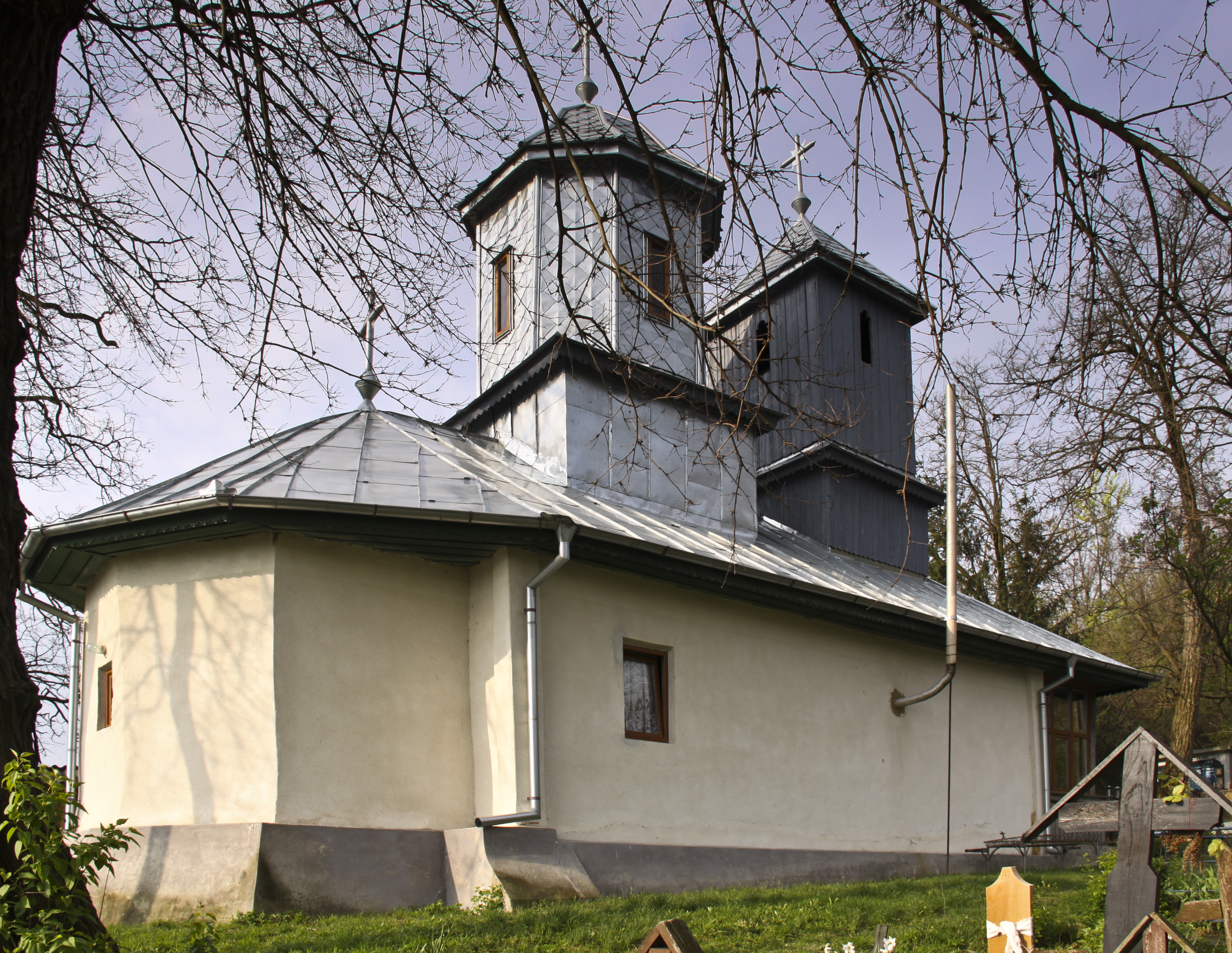
nord-est
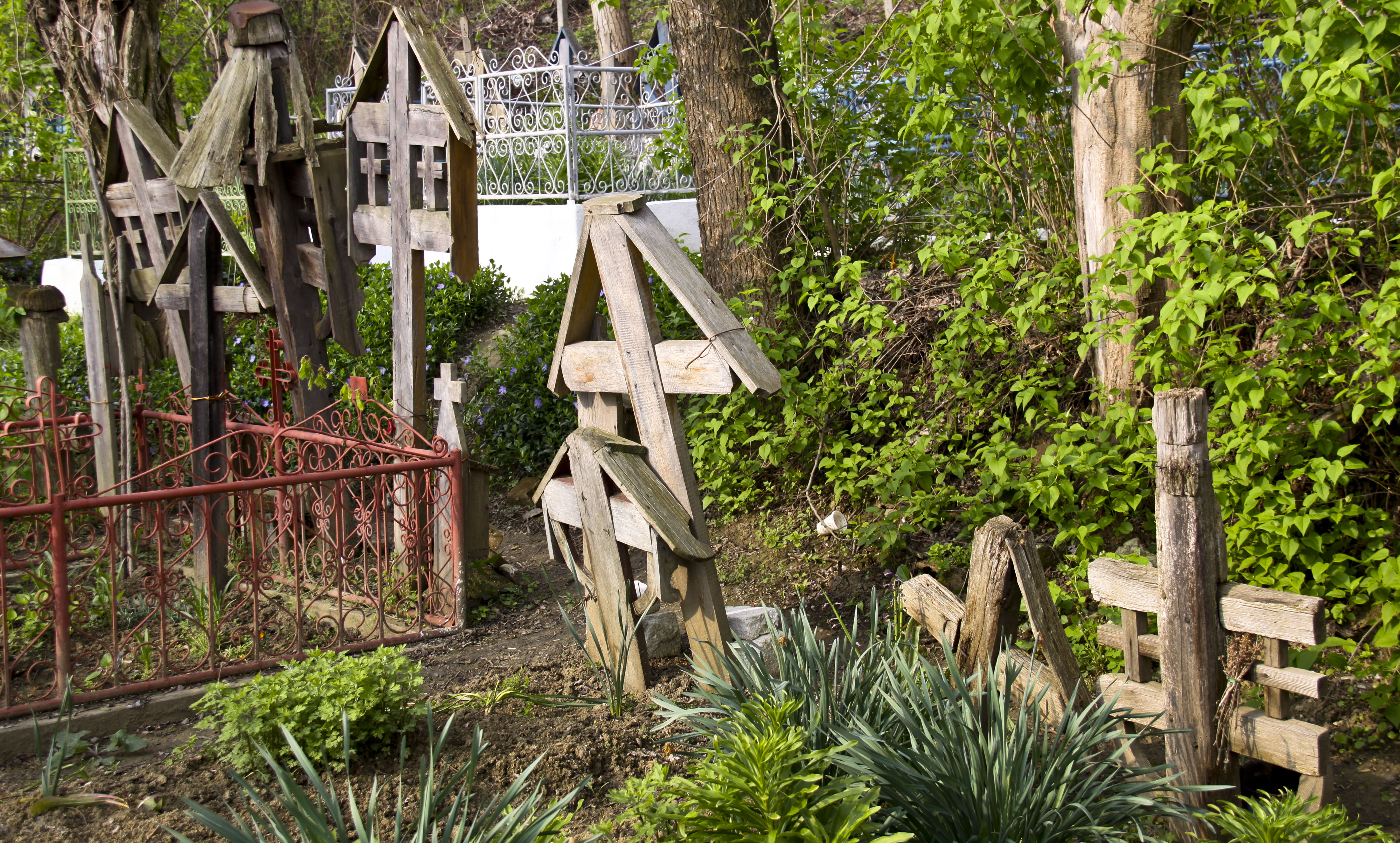
cruci vechi